# فينيسيوس رودريغوس ألميدا
فينيسيوس رودريغوس ألميدا هو لاعب كرة قدم برازيلي في مركز الوسط، ولد في 23 يونيو 1983 في دياس دي افيلا في البرازيل. لعب مع أتلتيكو مينيرو ونادي أفاي لكرة القدم ونادي باهيا دي فيرا ونادي سانتوس ونادي فيتوريا.